# USS LST-588
O USS LST-588 foi um navio de guerra norte-americano da classe LST que operou durante a Segunda Guerra Mundial.